# Boško Abramović
Boško Abramović (Бошко Абрамовић; Zrenjanin, Iugoslàvia, 14 de febrer de 1951 - 19 de desembre de 2021) fou un jugador d'escacs serbi, que va jugar part de la seva carrera sota bandera iugoslava. Ha estat seleccionador nacional serbi. Obtingué el títol de Mestre Internacional el 1980 i el de Gran Mestre el 1984.
A la llista d'Elo de la FIDE del novembre de 2020, hi tenia un Elo de 2274 punts, cosa que en feia el jugador número 195 (en actiu) de Sèrbia. El seu màxim Elo va ser de 2524 punts, a la llista de gener de 2002 (posició 388 al rànquing mundial).

## Resultats destacats en competició
Entre els seus millors resultats hi ha el primer lloc als torneigs de Lugano 1981, Pamporovo 1982, Reykjavík 1982, Vrnjacka Banja 1983, Niš 1983, Belgrad 1984, Linz 1984, París 1985, Berlín 1990, Oberwart 1990, Kladovo 1993 i Bela Crkva 1995.
Va empatar als llocs 16è-20è a l'Interzonal de Biel de 1993.
El 2006 fou 2n al Campionat d'escacs de Sèrbia.